# Scincella incerta
Espèce
Synonymes
- Lygosoma incertum Stuart, 1940
- Sphenomorphus incertus (Stuart, 1940)

Scincella incerta est une espèce de sauriens de la famille des Scincidae.

## Répartition
Cette espèce se rencontre entre 1 350 et 1 670 m d'altitude :
- au Mexique dans le Chiapas ;
- dans le sud-ouest du Guatemala ;
- au Honduras dans le département de Yoro.

## Publication originale
- Stuart, 1940 : Notes on the Lampropholis group of Middle American Lygosoma (Scincidae) with descriptions of two new forms. Occasional Papers of the Museum of Zoology, University of Michigan, no 421, p. 1-16 (texte intégral).